# Grad Kozje
Grad Kozje (nemško Drachenburg ali Drakenburg) leži nad naseljem Kozje v istoimenski občini.

## Zgodovina
Že leta 1016 je cesar Henrik II. podaril, leta 1028 pa cesar Konrad II. potrdil grofu Viljemu II. Savinjskemu, možu grofice Heme Breško-Seliške, 30 kraljevskih hub na Kozjem (in villa quae dicitur Traskendorf), poleg tega pa še vso državno posest med Savo, Savinjo, Sotlo in Mirno (in pago Seuna in comitatu suo).
Grad je bil zgrajen najkasneje do srede 12. stoletja, prvič pa se neposredno omenja šele leta 1286. Prva neposredna omemba gradu sega v leto 1286 kot castrum Trachenberk. Leta 1197 se omenja prvi Kozjanski vitez Otto de Trachenberch. Samo naselje Kozje je omenjeno že leta 1016. 
Oto je bil tedaj eden najvidnejših slovenskoštajerskih krških ministerialov in plemičev. Na njegovem gradu je živelo tudi nekaj nesvobodnih služabnikov.
Leta 1204 so se omenjali brata Welfon in Eisenbreht (Isenpert) ter sorodnik Gotebold s Pilštanja. Ime Welfon je zanimivo, saj je na zunaj izražalo Otove simpatije do bavarskih Welfov in papeške stranke v času bojev s Staufovci in cesarsko stranko. Oto je kmalu zatem umrl, vodstvo pa je prevzel Eisenbreht, ki se je zadnjič omenjal leta 1208 v Brežah. V 1240-ih sta bila dejavna Konrad in Friderik, ki sta bila konec 1250-ih že pokojna. Takrat je rodbina posedovala številne salzburške fevde v Posavju, zato sta se ob nadškofovih prihodih oba kot zvesta vazala zadrževala v Brežicah.
Najkasneje v drugi polovici 13. stoletja je Kozje postalo običajen fevd, bivši ministeriali pa so se prelevili v vazale. Po letu 1330 so imeli grad bratje Ringel (1330–1355), Albreht (1343–1350) in Leopold (1343–1349), ki so se imenovali tudi po Brežicah in so imeli kot salzburški plemiči najbrž tam sedež. Ringel je po smrti Heinzleina Soteškega (s Helfenberga) leta 1330 od krškega škofa prejel v fevd polovico 
gradu Soteske (Helfenberg), saj je bil najbrž poročen z Adelhajdo, hčerko Bertolda Soteškega. Ta grad je prepustil škofu leta 1341. Leta 1343 so imeli bratje fajdo s Šperenberškimi (Rajhenburškimi), ki jo je končala razsodba fevdnega gospoda, krškega škofa in še treh razsodnikov. Med letoma 1347 in 1350 so prodali svoje tretjine grofu  Frideriku Celjskemu. Šlo je predvsem za posest ob meji med krško in salzburško posestjo okoli Podsrede. Obdržali pa so že zapuščeno utrdbo (gradišče) Vehenštajn (Wechenstein) pri Kozjem. Pod pritiskom so takrat prodajali fevde tudi njihovi (sekundarni) vazali oz. vitezi. Po zgodovinarju H. Pircheggerju je gospostvo (in grad?) leta 1384 prišlo v roke Nikla z Rajhenburga, ki se je poročil z Diemut s Kozjega. Rajhenburški naj bi ostali lastniki vse do izumrtja v 16. stoletju. Pred letom 1409 je prišel Hans Kozjanski v tako velik konflikt s Celjskimi grofi, da je moral posredovati celo vojvoda Ernest. Med obema stranema je divjala prava fajda (krieg, stoess, misshellung, zuspruch, veintschafft und angriff). Hans naj bi prelomil prisego, ukradel Celjskim predmete v vrednosti 10.000 zlatnikov (zlatnina, drago kamenje), ker naj bi mu Celjski dolgovali za službo v Metliki in naj bi grofica Katarina Modruško-Celjska izplačilo obljubila njegovi ženi, svoji dvorjanki. Očitano mu je bilo, da je hotel nasilno zasesti nekatera (belokranjska) gospostva in gradove, ki so jih imeli Celjski, itd. Hans se je izgovarjal, da je vse to počel po naročilu in z vednostjo grofice kot njen oskrbnik.
Grad Kozje so leta 1476 oblegali Turki, nekaj let kasneje pa so ga zavzele čete ogrskega kralja Matije Korvina. Leta 1635 so ga zasedli uporni kmetje v kmečkem uporu. Propadati je začel v 17. stoletju.